# Blancpain Sprint Series 2015
Navigation
Édition précédente Édition suivante
La saison 2015 des Blancpain Sprint Series (BSS) est la troisième saison de ce championnat. Il se déroule du 5 avril au 11 octobre 2015 sur un total de sept manches. L'équipe belge Belgian Audi Club Team WRT est sacrée pour la troisième fois consécutive et Vincent Abril ainsi que Maximilian Buhk sont champions pilotes.

## Engagés
| Équipe                     | Voiture                            | No. | Pilotes                    | Classe | Manches |
| -------------------------- | ---------------------------------- | --- | -------------------------- | ------ | ------- |
| BMW Team Brasil            | BMW Z4 GT3                         | 0   | Ricardo Sperafico          | P      | 1       |
| BMW Team Brasil            | BMW Z4 GT3                         | 0   | Rodrigo Sperafico          | P      | 1       |
| BMW Team Brasil            | BMW Z4 GT3                         | 0   | Cacá Bueno                 | P      | TBA     |
| BMW Team Brasil            | BMW Z4 GT3                         | 0   | Sérgio Jimenez             | P      | TBA     |
| BMW Team Brasil            | BMW Z4 GT3                         | 77  | Maxime Martin              | P      | 1       |
| BMW Team Brasil            | BMW Z4 GT3                         | 77  | Dirk Müller                | P      | 1       |
| BMW Team Brasil            | BMW Z4 GT3                         | 77  | Valdeno Brito              | P      | TBA     |
| BMW Team Brasil            | BMW Z4 GT3                         | 77  | Átila Abreu                | P      | TBA     |
| Belgian Audi Club Team WRT | Audi R8 LMS ultra                  | 1   | Robin Frijns               | P      | 1       |
| Belgian Audi Club Team WRT | Audi R8 LMS ultra                  | 1   | Laurens Vanthoor           | P      | 1       |
| Belgian Audi Club Team WRT | Audi R8 LMS ultra                  | 2   | Enzo Ide                   | P      | 1       |
| Belgian Audi Club Team WRT | Audi R8 LMS ultra                  | 2   | Christopher Mies           | P      | 1       |
| Belgian Audi Club Team WRT | Audi R8 LMS ultra                  | 3   | Stéphane Ortelli           | P      | 1       |
| Belgian Audi Club Team WRT | Audi R8 LMS ultra                  | 3   | Stéphane Richelmi          | P      | 1       |
| Belgian Audi Club Team WRT | Audi R8 LMS ultra                  | 4   | James Nash                 | P      | 1       |
| Belgian Audi Club Team WRT | Audi R8 LMS ultra                  | 4   | Frank Stippler             | P      | 1       |
| Team Phoenix               | Audi R8 LMS ultra                  | 6   | Nikolaus Mayr-Melnhof      | P      | 1       |
| Team Phoenix               | Audi R8 LMS ultra                  | 6   | Markus Winkelhock          | P      | 1       |
| Attempto Racing            | McLaren 650S GT3                   | 54  | Yoshiharu Mori             | PA     | 1       |
| Attempto Racing            | McLaren 650S GT3                   | 54  | Philipp Wlazik             | PA     | 1       |
| Attempto Racing            | McLaren 650S GT3                   | 55  | Rob Bell                   | P      | 1       |
| Attempto Racing            | McLaren 650S GT3                   | 55  | Kévin Estre                | P      | 1       |
| GT Russian Team            | Mercedes-Benz SLS AMG GT3          | 70  | Aleksey Karachev           | PA     | 1       |
| GT Russian Team            | Mercedes-Benz SLS AMG GT3          | 70  | Bernd Schneider            | PA     | 1       |
| GT Russian Team            | Mercedes-Benz SLS AMG GT3          | 71  | Aleksey Vasilyev           | PA     | 1       |
| GT Russian Team            | Mercedes-Benz SLS AMG GT3          | 71  | Christophe Bouchut         | PA     | 1       |
| GT Russian Team            | Mercedes-Benz SLS AMG GT3          | 71  | Marko Asmer                | PA     | TBA     |
| MRS GT-Racing              | Nissan GT-R Nismo GT3              | 73  | Craig Dolby                | P      | 1       |
| MRS GT-Racing              | Nissan GT-R Nismo GT3              | 73  | Sean Walkinshaw            | P      | 1       |
| ISR                        | Audi R8 LMS ultra                  | 74  | Anders Fjordbach           | S      | 1       |
| ISR                        | Audi R8 LMS ultra                  | 74  | Thomas Fjordbach           | S      | 1       |
| ISR                        | Audi R8 LMS ultra                  | 75  | Marco Bonanomi             | P      | 1       |
| ISR                        | Audi R8 LMS ultra                  | 75  | Filip Salaquarda           | P      | 1       |
| Bentley Team HTP           | Bentley Continental GT3            | 84  | Vincent Abril              | P      | 1       |
| Bentley Team HTP           | Bentley Continental GT3            | 84  | Maximilian Buhk            | P      | 1       |
| Bentley Team HTP           | Bentley Continental GT3            | 85  | Olivier Lombard            | S      | 1       |
| Bentley Team HTP           | Bentley Continental GT3            | 85  | Jules Szymkowiak           | S      | 1       |
| Reiter Engineering         | Lamborghini Gallardo LP 560-4 R-EX | 88  | Nick Catsburg              | P      | 1       |
| Reiter Engineering         | Lamborghini Gallardo LP 560-4 R-EX | 88  | Albert von Thurn und Taxis | P      | 1       |
| Rinaldi Racing             | Ferrari 458 GT3                    | 333 | Marco Seefried             | P      | 1       |
| Rinaldi Racing             | Ferrari 458 GT3                    | 333 | Norbert Siedler (en)       | P      | 1       |
| Fach Auto Tech             | Porsche 911 GT3 R (997)            | 911 | Martin Ragginger (de)      | PA     | 1       |
| Fach Auto Tech             | Porsche 911 GT3 R (997)            | 911 | Marcel Wagner              | PA     | 1       |

| Icône | Classe        |
| ----- | ------------- |
| P     | Pro           |
| PA    | Pro-Am Trophy |
| S     | Silver Cup    |

## Calendrier de la saison 2015
| Manche | Manche | Date        | Événement        | Circuit                               | Lieu           | Pays        |
| ------ | ------ | ----------- | ---------------- | ------------------------------------- | -------------- | ----------- |
| 1      | C1     | 5 avril     | Coupes de Pâques | Circuit Paul Armagnac                 | Nogaro         | France      |
| 1      | C2     | 6 avril     | Coupes de Pâques | Circuit Paul Armagnac                 | Nogaro         | France      |
| 2      | C1     | 9 mai       | Brands Hatch     | Circuit de Brands Hatch               | Longfield      | Royaume-Uni |
| 2      | C2     | 10 mai      | Brands Hatch     | Circuit de Brands Hatch               | Longfield      | Royaume-Uni |
| 3      | C1     | 6 juin      | Zolder           | Circuit de Zolder                     | Heusden-Zolder | Belgique    |
| 3      | C2     | 7 juin      | Zolder           | Circuit de Zolder                     | Heusden-Zolder | Belgique    |
| 4      | C1     | 4 juillet   | Moscow city      | Circuit urbain de Moscou              | Moscou         | Russie      |
| 4      | C2     | 5 juillet   | Moscow city      | Circuit urbain de Moscou              | Moscou         | Russie      |
| 5      | C1     | 5 septembre | Algarve          | Autódromo Internacional do Algarve    | Portimao       | Portugal    |
| 5      | C2     | 6 septembre | Algarve          | Autódromo Internacional do Algarve    | Portimao       | Portugal    |
| 6      | C1     | 3 octobre   | Misano           | Misano World Circuit Marco Simoncelli | Misano         | Italie      |
| 6      | C2     | 4 octobre   | Misano           | Misano World Circuit Marco Simoncelli | Misano         | Italie      |
| 7      | C1     | 10 octobre  | Zandvoort        | Circuit de Zandvoort                  | Zandvoort      | Pays-Bas    |
| 7      | C2     | 11 octobre  | Zandvoort        | Circuit de Zandvoort                  | Zandvoort      | Pays-Bas    |

## Résultats de la saison 2015
| Événement | Événement        | Pole position                            | Vainqueurs de la course qualificative (C1) | Vainqueurs de la course principale (C2) | Résultats |
| --------- | ---------------- | ---------------------------------------- | ------------------------------------------ | --------------------------------------- | --------- |
| 1         | Coupes de Pâques | Belgian Audi Club Team WRT               | Belgian Audi Club Team WRT                 | BMW Team Brasil                         | Résultats |
| 1         | Coupes de Pâques | Stéphane Ortelli Stéphane Richelmi       | Stéphane Ortelli Stéphane Richelmi         | Maxime Martin Dirk Müller               | Résultats |
| 2         | Brands Hatch     | Belgian Audi Club Team WRT               | Belgian Audi Club Team WRT                 | Belgian Audi Club Team WRT              |           |
| 2         | Brands Hatch     | Robin Frijns Laurens Vanthoor            | Robin Frijns Laurens Vanthoor              | Robin Frijns Laurens Vanthoor           |           |
| 3         | Zolder           | Belgian Audi Club Team WRT               | Belgian Audi Club Team WRT                 | Belgian Audi Club Team WRT              |           |
| 3         | Zolder           | Robin Frijns Laurens Vanthoor            | Robin Frijns Laurens Vanthoor              | Robin Frijns Laurens Vanthoor           |           |
| 4         | Moscou           | Reiter Engineering                       | Reiter Engineering                         | Bentley Team HTP                        |           |
| 4         | Moscou           | Albert von Thurn und Taxis Nick Catsburg | Albert von Thurn und Taxis Nick Catsburg   | Vincent Abril Maximilian Buhk           |           |
| 5         | Algarve          | Belgian Audi Club Team WRT               | Bentley Team HTP                           | Belgian Audi Club Team WRT              |           |
| 5         | Algarve          | Enzo Ide Christopher Mies                | Vincent Abril Maximilian Buhk              | Robin Frijns Laurens Vanthoor           |           |
| 6         | Misano           | Rinaldi Racing                           | Rinaldi Racing                             | Rinaldi Racing                          |           |
| 6         | Misano           | Marco Seefried Norbert Siedler (en)      | Marco Seefried Norbert Siedler (en)        | Marco Seefried Norbert Siedler (en)     |           |
| 7         | Zandvoort        | Bentley Team HTP                         | Bentley Team HTP                           | Bentley Team HTP                        |           |
| 7         | Zandvoort        | Vincent Abril Maximilian Buhk            | Vincent Abril Maximilian Buhk              | Vincent Abril Maximilian Buhk           |           |

## Classement saison 2015
Attribution des points
Des points sont attribués lors de la course qualificative pour les six premières places. Également, un point est donné à l'auteur de la pole position. Des points sont aussi attribués lors de la course, pour les dix premiers. Pour obtenir ces points, il faut que la voiture est complétée 75 % de la distance parcourue par la voiture gagnante. Enfin, il faut que chacun des deux pilotes d'un équipage participe durant au minimum 25 minutes.
Attribution des points pour la course qualificative
| Position | 1er | 2e | 3e | 4e | 5e | 6e | Pole |
| Points   | 8   | 6  | 4  | 3  | 2  | 1  | 1    |

Attribution des points pour la course
| Position | 1er | 2e | 3e | 4e | 5e | 6e | 7e | 8e | 9e | 10e |
| Points   | 25  | 18 | 15 | 12 | 10 | 8  | 6  | 4  | 2  | 1   |

### Championnat pilote

#### Cup
| Pos.                                   | Pilote                              | Équipe                     | NOG  | NOG | BRH  | BRH  | ZOL  | ZOL  | MSC   | MSC   | ALG | ALG  | MIS  | MIS | ZAN  | ZAN  | Total |
| Pos.                                   | Pilote                              | Équipe                     | CQ   | C   | CQ   | C    | CQ   | C    | CQ    | C     | CQ  | C    | CQ   | C   | CQ   | C    | Total |
| -------------------------------------- | ----------------------------------- | -------------------------- | ---- | --- | ---- | ---- | ---- | ---- | ----- | ----- | --- | ---- | ---- | --- | ---- | ---- | ----- |
| 1                                      | Vincent Abril Maximilian Buhk       | Bentley Team HTP           | 8    | 4   | Np.  | Np.  | 3    | 2    | 3     | 1     | 1   | 4    | 7    | 2   | 1    | 1    | 135   |
| 2                                      | Robin Frijns                        | Belgian Audi Club Team WRT | Np.  | Np. | 1    | 1    | 1    | 1    | Abd.  | 5     | 2   | 1    | Abd. | Np. | 15   | 2    | 127   |
| 3                                      | Laurens Vanthoor                    | Belgian Audi Club Team WRT | Np.  | Np. | 1    | 1    | 1    | 1    | Abd.  | 5     | 2   | 1    | Abd. | Np. |      |      | 109   |
| 4                                      | Norbert Siedler (en)                | Rinaldi Racing             | 4    | 5   | 10   | Abd. | 2    | Abd. | 2     | 3     | 4   | 3    | 1    | 1   | 4    | Np.  | 95    |
| 5                                      | Marco Seefried                      | Rinaldi Racing             | 4    | 5   | 10   | Abd. | 2    | Abd. | 2     | 3     | 4   | 3    | 1    | 1   |      |      | 92    |
| 6                                      | Stéphane Ortelli Stéphane Richelmi  | Belgian Audi Club Team WRT | 1    | 2   | 11   | 7    | Abd. | 10   | 9     | 4     | 15  | 5    | 5    | 7   | 5    | 5    | 76    |
| 7                                      | Átila Abreu Valdeno Brito           | BMW Sports Team Brasil     |      |     | 2    | 2    | 5    | 3    | 7     | 2     | 13  | 13   | 4    | 4   | 9    | Abd. | 74    |
| 8                                      | Christopher Mies                    | Belgian Audi Club Team WRT | 3    | 3   | 9    | 14   | 9    | Abd. | 5     | 7     | 10  | 7    | 3    | 8   | 15   | 2    | 62    |
| 9                                      | Markus Winkelhock                   | Phoenix Racing             | Abd. | 8   | 6    | 8    | 4    | 5    | 101   | 61    | 3   | 2    | 12   | 12  | 3    | Abd. | 48    |
| 9                                      | Nikolaus Mayr-Melnhof               | Phoenix Racing             | Abd. | 8   | 6    | 8    | 4    | 5    | Forf. | Forf. | 3   | 2    | 12   | 12  | 3    | Abd. | 48    |
| 10                                     | Enzo Ide                            | Belgian Audi Club Team WRT | 3    | 3   | 9    | 14   | 9    | Abd. | 5     | 7     | 10  | 7    | 3    | 8   |      |      | 44    |
| 11                                     | Cacá Bueno Sérgio Jimenez           | BMW Sports Team Brasil     |      |     | 4    | 4    | 7    | 4    | 4     | Abd.  | 7   | Abd. | 6    | 6   | 8    | 10   | 40    |
| 12                                     | Albert von Thurn und Taxis          | Reiter Engineering         | Abd. | 17  | 7    | 5    | 11   | 8    | 1     | Abd.  | 5   | 6    | 10   | 9   | 12   | 8    | 39    |
| 13                                     | Nick Catsburg                       | Reiter Engineering         | Abd. | 17  | 7    | 5    |      |      | 1     | Abd.  | 5   | 6    | 10   | 9   | 12   | 8    | 35    |
| 14                                     | Maxime Martin Dirk Müller           | BMW Sports Team Brasil     | 2    | 1   |      |      |      |      |       |       |     |      |      |     |      |      | 31    |
| 14                                     | Craig Dolby Sean Walkinshaw         | MRS GT-Racing              | Abd. | 15  | 3    | 6    | 6    | 9    | 12    | 11    |     |      |      |     |      |      | 31    |
| 14                                     | Craig Dolby Sean Walkinshaw         | Always Evolving Motorsport |      |     |      |      |      |      |       |       | 14  | 8    | 9    | 5   | 6    | Abd. | 31    |
| 15                                     | Marco Bonanomi Filip Salaquarda     | ISR                        | 6    | 7   | 12   | 11   | 10   | 7    | 14    | Abd.  | 9   | 11   | 13   | 10  | 11   | 4    | 26    |
| 16                                     | Rob Bell Kévin Estre                | Attempto Racing            | 12   | 13  | 5    | 3    | Abd. | Abd. | 6     | 9     |     |      |      |     |      |      | 22    |
| 17                                     | Mirko Bortolotti Patrick Kujala     | Grasser Racing Team        |      |     |      |      |      |      |       |       |     |      | 2    | 3   |      |      | 21    |
| 17                                     | Nicki Thiim Frédéric Vervisch       | Belgian Audi Club Team WRT |      |     |      |      |      |      |       |       |     |      |      |     | 2    | 3    | 21    |
| 18                                     | Jules Szymkowiak                    | Bentley Team HTP           | Abd. | 14  | 13   | 12   | 8    | 6    | 8     | 10    | 8   | Abd. | Abd. | Np. | 7    | 6    | 18    |
| 19                                     | James Nash Frank Stippler           | Belgian Audi Club Team WRT | 11   | 6   | 8    | 9    | Abd. | Np.  | 11    | 8     | 6   | 12   | 8    | 13  | Abd. | Abd. | 17    |
| 20                                     | Max van Splunteren                  | Bentley Team HTP           |      |     |      |      |      |      | 8     | 10    | 8   | Abd. | Abd. | Np. | 7    | 6    | 10    |
| 21                                     | Tom Dillmann                        | Bentley Team HTP           |      |     |      |      | 8    | 6    |       |       |     |      |      |     |      |      | 8     |
| 21                                     | Marko Asmer                         | GT Russian Team            |      |     | Abd. | 13   | 13   | Np.  | 15    | 13    | 11  | 9    | 15   | 11  | 10   | 7    | 8     |
| 22                                     | Aleksey Karachev                    | GT Russian Team            | 5    | 11  | 14   | 10   | 12   | 13   | 13    | 12    | 12  | 10   | 14   | 15  | 13   | 9    | 7     |
| 23                                     | Roman Mavlanov                      | GT Russian Team            |      |     |      |      |      |      |       |       |     |      |      |     | 10   | 7    | 6     |
| 24                                     | Bernd Schneider                     | GT Russian Team            | 5    | 11  | 14   | 10   | 12   | 13   |       |       |     |      |      |     |      |      | 4     |
| 24                                     | Peter Kox                           | Reiter Engineering         |      |     |      |      | 11   | 8    |       |       |     |      |      |     |      |      | 4     |
| 24                                     | Aleksey Vasilyev                    | GT Russian Team            | 14   | 9   | Abd. | 13   | 13   | Np.  | 15    | 13    | 11  | 9    | 15   | 11  |      |      | 4     |
| 25                                     | Jeroen Bleekemolen                  | Rinaldi Racing             |      |     |      |      |      |      |       |       |     |      |      |     | 4    | Np.  | 3     |
| 25                                     | Christophe Bouchut                  | GT Russian Team            | 14   | 9   |      |      |      |      | 13    | 12    | 12  | 10   | 14   | 15  |      |      | 3     |
| 26                                     | Indy Dontje                         | GT Russian Team            |      |     |      |      |      |      |       |       |     |      |      |     | 13   | 9    | 2     |
|                                        | Anders Fjordbach                    | ISR                        | 7    | 12  | 16   | 15   | 14   | 12   |       |       |     |      | 11   | 14  | 14   | 11   | 0     |
|                                        | Thomas Fjordbach                    | ISR                        | 7    | 12  | 16   | 15   | 14   | 12   |       |       |     |      | 11   | 14  |      |      | 0     |
|                                        | Martin Ragginger Marcel Wagner      | Fach Auto Tech             | 10   | 16  |      |      |      |      |       |       |     |      |      |     |      |      | 0     |
|                                        | Philipp Wlazik                      | Attempto Racing            | 13   | 18  | 17   | 17   | 15   | 11   |       |       |     |      |      |     |      |      | 0     |
|                                        | Michael Markussen                   | ISR                        |      |     |      |      |      |      |       |       |     |      |      |     | 14   | 11   | 0     |
|                                        | Nicolas Armindo                     | Attempto Racing            |      |     |      |      | 15   | 11   |       |       |     |      |      |     |      |      | 0     |
|                                        | Olivier Lombard                     | Bentley Team HTP           | Abd. | 14  | 13   | 12   |      |      |       |       |     |      |      |     |      |      | 0     |
|                                        | Yoshiharu Mori                      | Attempto Racing            | 13   | 18  |      |      |      |      |       |       |     |      |      |     |      |      | 0     |
|                                        | Nick Hammann Mark Shulzhitskiy (en) | Nissan GT Academy Team RJN |      |     |      |      |      |      | Abd.  | 14    |     |      |      |     |      |      | 0     |
|                                        | Lee Mowle Joe Osborne               | Triple 888 Racing          |      |     | 15   | 16   |      |      |       |       |     |      |      |     |      |      | 0     |
|                                        | Sergey Chukanov Ivan Samarin        | Attempto Racing            |      |     |      |      |      |      | Np.   | 15    |     |      |      |     |      |      | 0     |
|                                        | Alberto Di Folco Jeroen Mul         | Grasser Racing Team        |      |     |      |      |      |      |       |       |     |      | 16   | Np. |      |      | 0     |
|                                        | Fabien Thuner                       | Attempto Racing            |      |     | 17   | 17   |      |      |       |       |     |      |      |     |      |      | 0     |
| Pilotes invités inéligibles aux points |                                     |                            |      |     |      |      |      |      |       |       |     |      |      |     |      |      |       |
|                                        | Ricardo Sperafico Rodrigo Sperafico | BMW Sports Team Brasil     | 9    | 10  |      |      |      |      |       |       |     |      |      |     |      |      | 0     |

| Couleur | Résultat                     |
| ------- | ---------------------------- |
| Or      | Vainqueur                    |
| Argent  | 2e place                     |
| Bronze  | 3e place                     |
| Vert    | Terminé, dans les points     |
| Bleu    | Terminé, pas dans les points |
| Violet  | Abandon (Ab.) ou (Ret)       |
| Violet  | Non classé (NC)              |
| Rouge   | Pas qualifié (DNQ)           |
| Noir    | Disqualifié (DSQ)            |
| Blanc   | Pas au départ (DNS)          |
| Blanc   | Forfait (WD)                 |
| Blanc   | N'a pas participé (DNP)      |
| Blanc   | Blessé (INJ)                 |
| Blanc   | Exclu (EX)                   |
| Blanc   | Course annulée (C)           |

#### Pro-Am
| Pos. | Pilote                              | Équipe                     | NOG | NOG | BRH  | BRH | ZOL | ZOL | MSC  | MSC | ALG | ALG | MIS | MIS | ZAN | ZAN | Total |
| Pos. | Pilote                              | Équipe                     | CQ  | C   | CQ   | C   | CQ  | C   | CQ   | C   | CQ  | C   | CQ  | C   | CQ  | C   | Total |
| ---- | ----------------------------------- | -------------------------- | --- | --- | ---- | --- | --- | --- | ---- | --- | --- | --- | --- | --- | --- | --- | ----- |
| 1    | Aleksey Karachev                    | GT Russian Team            | 5   | 11  | 14   | 10  | 12  | 13  | 13   | 12  | 12  | 10  | 14  | 15  | 13  | 9   | 209   |
| 2    | Aleksey Vasilyev                    | GT Russian Team            | 14  | 9   | Abd. | 13  | 13  | Np. | 15   | 13  | 11  | 9   | 15  | 11  |     |     | 144   |
| 3    | Marko Asmer                         | GT Russian Team            |     |     | Abd. | 13  | 13  | Np. | 15   | 13  | 11  | 9   | 15  | 11  |     |     | 116   |
| 4    | Christophe Bouchut                  | GT Russian Team            | 14  | 9   |      |     |     |     | 13   | 12  | 12  | 10  | 14  | 15  |     |     | 111   |
| 5    | Bernd Schneider                     | GT Russian Team            | 5   | 11  | 14   | 10  | 12  | 13  |      |     |     |     |     |     |     |     | 92    |
| 6    | Indy Dontje                         | GT Russian Team            |     |     |      |     |     |     |      |     |     |     |     |     | 13  | 9   | 34    |
| 7    | Martin Ragginger Marcel Wagner      | Fach Auto Tech             | 10  | 16  |      |     |     |     |      |     |     |     |     |     |     |     | 22    |
| 7    | Lee Mowle Joe Osborne               | Triple 888 Racing          |     |     | 15   | 16  |     |     |      |     |     |     |     |     |     |     | 22    |
| 8    | Yoshiharu Mori Philipp Wlazik       | Attempto Racing            | 13  | 18  |      |     |     |     |      |     |     |     |     |     |     |     | 16    |
| 9    | Nick Hammann Mark Shulzhitskiy (en) | Nissan GT Academy Team RJN |     |     |      |     |     |     | Abd. | 14  |     |     |     |     |     |     | 15    |

#### Silver Cup
| Pos. | Pilote                      | Équipe              | NOG  | NOG | BRH | BRH | ZOL | ZOL | MSC | MSC | ALG | ALG  | MIS  | MIS | ZAN | ZAN | Total |
| Pos. | Pilote                      | Équipe              | CQ   | C   | CQ  | C   | CQ  | C   | CQ  | C   | CQ  | C    | CQ   | C   | CQ  | C   | Total |
| ---- | --------------------------- | ------------------- | ---- | --- | --- | --- | --- | --- | --- | --- | --- | ---- | ---- | --- | --- | --- | ----- |
| 1    | Jules Szymkowiak            | Bentley Team HTP    | Abd. | 14  | 13  | 12  | 8   | 6   | 8   | 10  | 8   | Abd. | Abd. | Np. | 7   | 6   | 164   |
| 2    | Anders Fjordbach            | ISR                 | 7    | 12  | 16  | 15  | 14  | 12  |     |     |     |      | 11   | 14  | 14  | 11  | 138   |
| 3    | Thomas Fjordbach            | ISR                 | 7    | 12  | 16  | 15  | 14  | 12  |     |     |     |      | 11   | 14  |     |     | 114   |
| 4    | Max van Splunteren          | Bentley Team HTP    |      |     |     |     |     |     | 8   | 10  | 8   | Abd. | Abd. | Np. | 7   | 6   | 77    |
| 5    | Olivier Lombard             | Bentley Team HTP    | Abd. | 14  | 13  | 12  |     |     |     |     |     |      |      |     |     |     | 53    |
| 6    | Tom Dillmann                | Bentley Team HTP    |      |     |     |     | 8   | 6   |     |     |     |      |      |     |     |     | 34    |
| 7    | Michael Markussen           | ISR                 |      |     |     |     |     |     |     |     |     |      |      |     | 14  | 11  | 24    |
| 8    | Alberto Di Folco Jeroen Mul | Grasser Racing Team |      |     |     |     |     |     |     |     |     |      | 16   | Np. |     |     | 7     |

### Championnat des Équipes

#### Cup
| Pos. | Équipe                     | Constructeur    | NOG  | NOG | BRH | BRH  | ZOL | ZOL  | MSC  | MSC  | ALG | ALG | MIS | MIS | ZAN | ZAN  | Total |
| Pos. | Équipe                     | Constructeur    | CQ   | C   | CQ  | C    | CQ  | C    | CQ   | C    | CQ  | C   | CQ  | C   | CQ  | C    | Total |
| ---- | -------------------------- | --------------- | ---- | --- | --- | ---- | --- | ---- | ---- | ---- | --- | --- | --- | --- | --- | ---- | ----- |
| 1    | Belgian Audi Club Team WRT | Audi            | 1    | 2   | 1   | 1    | 1   | 1    | 5    | 4    | 2   | 1   | 3   | 7   | 2   | 2    | 177   |
| 2    | Bentley Team HTP           | Bentley         | 8    | 4   | 13  | 12   | 3   | 2    | 3    | 1    | 1   | 4   | 7   | 2   | 1   | 1    | 143   |
| 3    | BMW Sports Team Brasil     | BMW             | 2    | 1   | 2   | 2    | 5   | 3    | 4    | 2    | 7   | 13  | 4   | 4   | 8   | 10   | 118   |
| 4    | Rinaldi Racing             | Ferrari         | 4    | 5   | 10  | Abd. | 2   | Abd. | 2    | 3    | 4   | 3   | 1   | 1   | 4   | Np.  | 98    |
| 5    | Phoenix Racing             | Audi            | Abd. | 8   | 6   | 8    | 4   | 5    | 101  | 61   | 3   | 2   | 12  | 12  | 3   | Abd. | 60    |
| 6    | Reiter Engineering         | Lamborghini     | Abd. | 17  | 7   | 5    | 11  | 8    | 1    | Abd. | 5   | 6   | 10  | 9   | 12  | 8    | 58    |
| 7    | ISR                        | Audi            | 6    | 7   | 12  | 11   | 10  | 7    | 14   | Abd. | 9   | 11  | 11  | 10  | 11  | 4    | 50    |
| 8    | GT Russian Team            | Mercedes-Benz   | 5    | 9   | 14  | 10   | 12  | 13   | 13   | 12   | 11  | 9   | 14  | 11  | 10  | 7    | 41    |
| 9    | Attempto Racing            | McLaren/Porsche | 12   | 13  | 5   | 3    | 15  | 11   | 6    | 9    |     |     |     |     |     |      | 37    |
| 10   | MRS GT-Racing              | Nissan          | Abd. | 15  | 3   | 6    | 6   | 9    | 12   | 11   |     |     |     |     |     |      | 31    |
| 11   | Grasser Racing Team        | Lamborghini     |      |     |     |      |     |      |      |      |     |     | 2   | 3   |     |      | 21    |
| 12   | Always Evolving Motorsport | Nissan          |      |     |     |      |     |      |      |      | 14  | 8   | 9   | 5   | 6   | Abd. | 20    |
| 13   | Nissan GT Academy Team RJN | Nissan          |      |     |     |      |     |      | Abd. | 14   |     |     |     |     |     |      | 4     |
| 14   | Fach Auto Tech             | Porsche         | 10   | 16  |     |      |     |      |      |      |     |     |     |     |     |      | 1     |
| 15   | Triple 888 Racing          | BMW             |      |     | 15  | 16   |     |      |      |      |     |     |     |     |     |      | 1     |

#### Pro-Am
| Pos. | Équipe                     | Constructeur  | NOG | NOG | BRH | BRH | ZOL | ZOL | MSC  | MSC | ALG | ALG | MIS | MIS | ZAN | ZAN | Total |
| Pos. | Équipe                     | Constructeur  | CQ  | C   | CQ  | C   | CQ  | C   | CQ   | C   | CQ  | C   | CQ  | C   | CQ  | C   | Total |
| ---- | -------------------------- | ------------- | --- | --- | --- | --- | --- | --- | ---- | --- | --- | --- | --- | --- | --- | --- | ----- |
| 1    | GT Russian Team            | Mercedes-Benz | 5   | 9   | 14  | 10  | 12  | 13  | 13   | 12  | 11  | 9   | 14  | 11  | 13  | 9   | 236   |
| 2    | Fach Auto Tech             | Porsche       | 10  | 16  |     |     |     |     |      |     |     |     |     |     |     |     | 25    |
| 2    | Triple 888 Racing          | BMW           |     |     | 15  | 16  |     |     |      |     |     |     |     |     |     |     | 25    |
| 3    | Attempto Racing            | McLaren       | 13  | 18  |     |     |     |     |      |     |     |     |     |     |     |     | 19    |
| 4    | Nissan GT Academy Team RJN | Nissan        |     |     |     |     |     |     | Abd. | 14  |     |     |     |     |     |     | 18    |

#### Silver Cup
| Pos. | Équipe              | Constructeur | NOG  | NOG | BRH | BRH | ZOL | ZOL | MSC | MSC | ALG | ALG  | MIS  | MIS | ZAN | ZAN | Total |
| Pos. | Équipe              | Constructeur | CQ   | C   | CQ  | C   | CQ  | C   | CQ  | C   | CQ  | C    | CQ   | C   | CQ  | C   | Total |
| ---- | ------------------- | ------------ | ---- | --- | --- | --- | --- | --- | --- | --- | --- | ---- | ---- | --- | --- | --- | ----- |
| 1    | Bentley Team HTP    | Bentley      | Abd. | 14  | 13  | 12  | 8   | 6   | 8   | 10  | 8   | Abd. | Abd. | Np. | 7   | 6   | 164   |
| 2    | ISR                 | Audi         | 7    | 12  | 16  | 15  | 14  | 12  |     |     |     |      | 11   | 14  | 14  | 11  | 138   |
| 3    | Grasser Racing Team | Lamborghini  |      |     |     |     |     |     |     |     |     |      | 16   | Np. |     |     | 7     |

### Sites traitant de l'actualité du championnat
- Actu Moteurs
- Endurance-Info
- Turbo Magazine
- AutoHebdo
- Motorsport